# Expedició García de Nodal

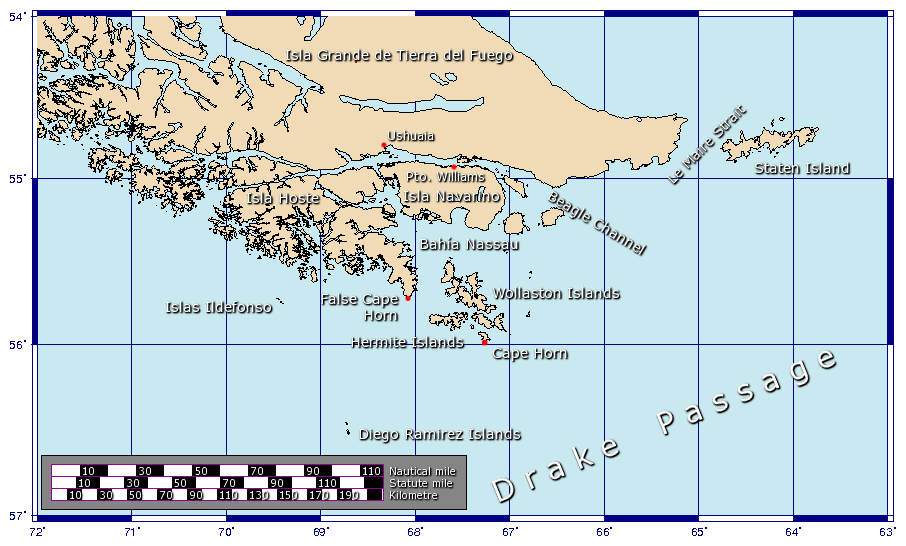
Sud-est de Terra del Foc, incloent-hi l'estret de Le Maire, el Cap d'Hornos i les illes Diego Ramírez. La punta més oriental de l'illa principal de Terra del Foc (illa Gran de Terra del Foc) és el cap San Diego, anomenat així pels germans García de Nodal.

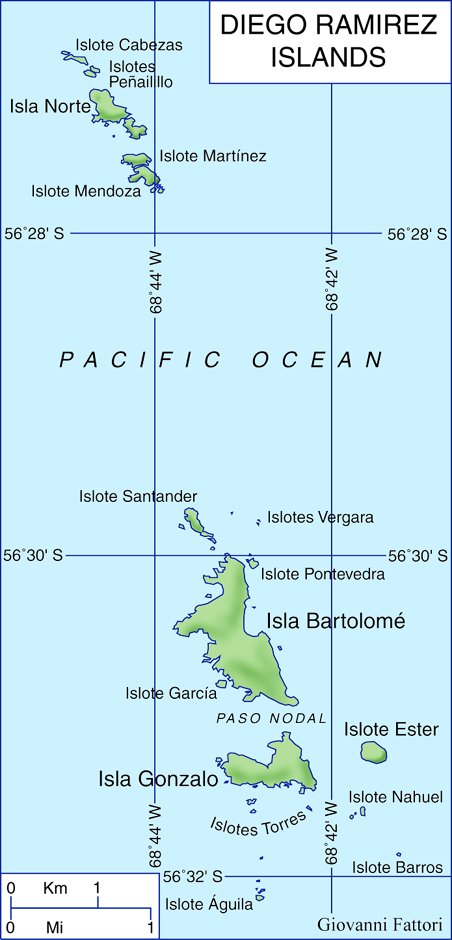
Mapa de les Illes Diego Ramírez.

L'expedició García de Nodal va ser una expedició d'exploració patrocinada el 1619 pel rei Felip III d'Espanya que tenia com a objectiu reconèixer el pas entre els oceans Atlàntic i Pacífic, al sud de Terra del Foc, un pas que acabava de ser descobert pels comerciants neerlandesos Jacob Le Maire i Willem Schouten. Va ser una expedició exitosa, ja que no només es van assolir tots els objectius sinó que, a més, no es van perdre ni vides ni vaixells i la campanya es va realitzar en una curt període. Aquesta expedició va establir en aquesta època una marca de navegació més al sud descobrint les Illes Diego Ramirez, que van seguir sent «el punt més al sud», fins al descobriment de les illes Sandwich pel capità James Cook el 1775.

## Antecedents
L'expedició García de Nodal va ser crucial per a l'Imperi Espanyol. El descobriment d'una ruta des de l'oceà Atlàntic fins al Pacífic, una alternativa a l'estret de Magallanes, va canviar dràsticament l'enfocament espanyol de la gestió de les regions més australs d'Amèrica, que ja havien estat pertorbades per l'aparició inesperada de Francis Drake en aigües del Pacífic, després de travessar l'estret en 1578.

## Expedició
L'expedició va ser liderada pels germans Bartolomé i Gonzalo García de Nodal (tots dos nascuts a Pontevedra c.1570, i morts el 1622), amb el cosmògraf Diego Ramírez de Arellano, en qualitat de pilot (navegant cap). Es van construir i van armar dos vaixells de similar construcció, per prevenir haver d'esperar per l'altre quan navegador si tenien diferents qualitats marineres, un destorb comú en altres expedicions de l'època. Les dues caravel·les eren la Mare de Déu d'Atocha i  Nostra Senyora del Bon Succés , de 80 tones i 40 tripulants cadascuna, amb «artilleria, mosquets, piques, piques (...) i mariners portuguesos que anaven com per força, persuadits de ser la navegació remota i dificultosa». La primera anava com capitana, al comandament de l'expert marí Bartolomé, i l'altra, com almirall, amb el seu germà el capità Gonzalo.
L'expedició va salpar de Lisboa, Portugal (que en aquells dies estava unida a Espanya sota la corona de Felip III) el 27 setembre 1618 ia mitjans de gener de 1619 van tenir coneixement del cap Verges, a prop del qual van veure surar les restes d'un vaixell que havia naufragat. Seguint el seu rumb al llarg de la costa oriental de la Terra del Foc, el 22 de gener es van endinsar en l'estret que separa la Terra del Foc i l'illa dels Estats, que van anomenar estret de Sant Vicent (ara conegut com estret de Le Maire. El nom de Sant Vicent el conserva encara un dels caps de la costa occidental de la Terra de Foc).
En les setmanes següents es van dedicar a explorar meticulosament i nomenar les costes del sud de Terra del Foc i les seves illes, incloent-hi el sud del cap d'Hornos, a qui van anomenar terme Sant Ildefons. A continuació, l'expedició es va dirigir cap al sud fins als 58° 30′ S, descobrint el 10 de febrer l'arxipèlag de les illes Diego Ramírez, anomenades així en honor del pilot de l'expedició. Van seguir navegant més al sud per l'actual passatge de Drake i després es van tornar cap al nord, internant a l'oceà Pacífic. Hàbilment van entrar a l'estret de Magallanes des de l'oest en el seu primer intent i estaven de tornada a l'Atlàntic el 13 de març. El 7 juliol 1619 arribaven a Espanya, fondejant prop de Lagos, i des d'allà van anar a donar compte de la seva expedició al rei, que es trobava a Lisboa. L'expedició «va causar admiració la brevetat amb què van posar en efecte el mandat del Rei, ja que en deu mesos van ser, van veure i van venir, cap perillar, ni li va doldre el cap».
Els germans García de Nodal publicar el diari de la seva expedició amb el títol:  Relació del viatge fet pels capitans Bartolomé García de Nodal i Gonzalo de Nodal, germans, naturals de Pontevedra, per al descobriment del nou estret , a Madrid, 1621, en un tom amb el seu mapa.
El pilot Diego Ramírez de Arellano va publicar al seu torn, també el 1621,  Reconeixement dels estrets de Magallanes i de Sant Vicent i algunes coses curioses de navegació .
Els dos germans van morir al comandament dels seus vaixells al mar tres anys més tard, amb tot just mesos de diferència, en dos naufragis. Bartolomé va morir el 5 setembre 1622 en els cais de Matacumbé i la Tortuga, a 30 llegües de l'Havana, Cuba, en el naufragi del galió la Mare de Déu d'Atocha. Gonzalo va sortir de Sanlúcar de Barrameda el 13 d'octubre de 1622 amb 3 vaixells, 133 marins i 400 infants per recórrer la mateixa ruta de l'estret de Le Maire cap a Xile, per socórrer els colons assetjats pels araucans. Naufragar, perdent dos vaixells i la vida.
el 1620 Diego Ramírez de Arellano va ser nomenat Pilot Major de la Casa de Contractació de Sevilla.

## Resultats i avaluació
Com a resultat de la seva expedició van proporcionar a la Casa de Contractació espanyola dades de valor incalculable i mapes que es van mantenir en secret durant segles.
| « | En els annals de l'exploració del cap d'Hornos, aquesta ha de figurar com una de les expedicions més professionals, particularment quan es veu segons les normes de l'època en què es va dur a terme, i que seria bo informar que els dos germans van tenir molts anys per a la vostra justament merescuda fama. Lamentablement, tots dos van morir el 5 de setembre de 1622, quan un huracà va colpejar una flota de tornada de l'Havana a Espanya, i els seus respectius comandaments es van perdre. Tanmateix, la seva signatura roman amb raó al cap d'Hornos a través dels noms de molts puntes, illots i el pic més prominent de la península de Brunswick. Adequadament també són recordats en el grup d'illes Diego Ramírez, on les dues illes principals van ser nomenades pels dos germans, la nord, illa Bartolomé i la sud, illa Gonzalo. El canal d'una milla d'ample entre elles es coneix com a canal nodals [o pas nodal]. El Nodals va demostrar que el compte de Schouten va ser correcta i de fet va ser una greu amenaça per a les colònies espanyoles d'Amèrica del Sud. També havien trobat una ruta alternativa per als seus vaixells però el govern espanyol no es va pronunciar sobre la informe de Nodals llavors o més tard. | » |

## Èxits
L'expedició de García Nodal va suposar la consecució d'alguns èxits importants, sent els més destacats:
- La primera circumnavegació de la Terra del Foc, incloent-hi un estudi a fons de les seves costes.
- El descobriment de les illes Diego Ramírez (durant un segle i mig, la terra més austral assolida per l'home).
- La primera navegació cap al sud en el passatge de Drake.
- El primer contacte europeu amb el sud de la gent fueguins.
- El segon passatge pel Cap d'Hornos.
- El tercer pas cap a l'est de l'estret de Magallanes.